# Oscillation de Chandler
L'oscillation de Chandler est une oscillation de l'axe de rotation de la Terre par rapport à sa surface. Elle fut découverte par Seth Carlo Chandler. Sa période est de quatorze mois.